# Летећи Гејзири у Невади
Летећи Гејзири су необични гејзири, из којих вода куљa oко један и по метар налази се на око петсто метара од аутопута, међутим многи становници Неваде ни не знају да постоји јер није отворен за туристе.

## Име
Гејзири су добили име због испаравања воде и прављења велике површине паре,која подсећа на облаке.

## Историја
Пре него што је поримио овако необичан изглед,гејзир је био само обичан бунар који су људи избушили почетком 20 века. Након неког времена,врућа вода је почела да излази из бунара на површину, упркос покушајима радника да је зауставе. Године 1964. још један неуспели покушај копања бунара створио је две нове бушотине из којих је такође почела да шикља врела вода.

## Чудан Изглед Гејзира
Константна влажност и висока температура погодовале су развоју минерала који су се временом слагли један преко другог и створили прелепа разнобојна узвишења.

## Гејзири Као Туристичка Атракција
Ова атракција се налази у приватном поседу и није отворена за туристе, ипак ју је могуће обићи у договору са власником, уз прикладну новчану накнаду.